# Risale-i Nur
Risale-i Nur samlingen (Tyrkisk: Risale-i Nur Külliyatı, Osmannisk-tyrkisk: رسالة نور كلىاتي) er en ca. 6.000 siders Koran-eksegese (tafsir), der består af 14 bind. Skrevet fra år 1925-1949 af Said Nursi, også kaldt Bediüzzaman (Dansk: Tidens vidunder).
Risale-i Nurs primære formål er at genoplive islamisk tro og grundtanke.
Samlingen forholder sig ikke til Koran-versenes rækkefølge, som der ellers gør i en klassisk islamisk eksegese.
Den er derfor snarere en tematisk eksegese, der beskæftiger sig med løsninger af de aktuelle problematikker og udfordringer, der befinder sig i denne tidsalder.
Heraf har Bediüzzaman Said Nursi kommenteret på over 500 vers fra Koranen igennem rationelle bevisførelser, der formår at styrke læserens grundtanker om sin tilværelse.
Risale-i Nur mestrer hermed både at imødekomme hjertet og fornuften samtidigt.
I dag er Risale-i Nur oversat til 41 forskellige sprog - og læses af millioner af mennekser.

## Historie
Bediüzzaman begyndte at skrive Risale-i Nur samlingen i 1925 i Barla (Tyrkiet), hvor han var i eksil. Hele værket blev først færdigskrevet i 1949.
Risale-i Nur samlingen blev skrevet under de hårdeste vilkår i Tyrkiet;
En tidsalder hvor Osmannerriget var gået i opløsning efter første verdenskrig. Herunder en tid hvor arabisk alfabet blev afskaffet, og bønnekaldene (adhan) blev et lovkrav at recitere på tyrkisk og ikke på arabisk. En tid hvor islamisk påklædning blev forbudt - flere tusinder islamiske tænkere/lærde blev henrettet, og flere hundreder moskéer blev enten nedrevet, ellers blev de lukket ned for tilbedelse, og i stedet for blev brugt til ikke-religiøse formål.
Under disse vilkår skrev Bediüzzaman Risale-i Nur samlingen på bjergene i eksilstederne eller skjult i fængslerne - Han havde ingen bøger til reference - Han måtte stå model til ualmindelig hård tortur, fængsling og undertrykkelse - Han blev forgiftet op til 21 gange i sit livsforløb blot for at styrke samfundets tro imod materialistiske og ateistiske tendenser.
I Barla og de andre eksilsteder havde Bediüzzaman mange elever, der støttede ham. De hjalp ham i skjul bl.a. ved at kopiere og dele skrifterne. De havde ingen bogtrykker til rådig, hvorfor skrifterne blev håndskrevet. Skrifterne blev spredt ud til landsbyer, byer og til sidst over hele Tyrkiet.
Først i 1946 skaffede Risale-i Nur-studerende en bogtrykker. Det angivne tal for håndskrevne eksemplarer var på omkring 600.000. Disse tal illustrerer, hvor intensivt Risale-i Nur-bevægelsen spredte sig i Tyrkiet på trods af begrænsninger, der blev truffet for at stoppe dem.
Efter 1950 var der en stor stigning i antallet af Risale-i Nur-studerende, især blandt de unge og dem, som havde gennemført Republikkens sekulære uddannelsessystem. Samtidig steg antallet af studerende udenfor landets grænser.

## Kort om indholdet i Risale-i Nur
Risale-i Nur samlingen består af 14 bind. Hvert bind indeholder forskellige emner, som er udmøntet fra Koranen og Hadiht.

### Ordene(Sözler)
Bindet 'Ordene' tager overordnet udgangspunkt i Allahs eksistens, universet og menneskets relation analyseret i forhold til denne tidsalder.
Herudover ridses der bl.a. op for følgende spørgsmål:
Hvorfor har mennesket behov for at tilbede Allah? Hvad er skæbnen? Er alt forudbestemt? Hvorfor er universet skabt? Hvordan skal genopstandelsen finde sted? Hvordan er troen på det hinsidige (efterlivet)? Hvordan er Koranen et mirakel? Hvordan skal døden opfattes?
Emnerne heraf bliver bearbejdet igennem rationelle bevisførelser, som selv filosofien ikke kan modbevise.
Værket formår at bevise rationelt at troen på Allahs eksistens og enhed er en nødvendighed - bl.a. på baggrund af videnskabens opdagelser.

### Brevene(Mektubat)
Bindet 'Brevene' består af breve, som indeholder spørgsmål fra dels studerende og svar fra Bediüzzaman Said Nursi.
Brevene er en vejledning til at forstå tawhid og Profeten Muhammeds (fred og velsignelser være med ham) liv, profeti og mirakler.
Herudover er brevene også en øjenåbner til at forstå Profetens ledsagere (må Allah være nådige med dem alle), genoplivelsen af de islamiske grundtanker, nationalismen- og splittelsernes ulemper, troens fordele m.m.
Brevene indeholder ligeledes rationelle beviser på den sande tro (aqida). Heri indbefattet med emner om at Allah er Skaberen af alt - inklusiv det gode og onde.

### Glimtene(Lem'alar)
Bindet 'Glimtene' beskriver, hvordan unge, ældre, syge, kvinder, studerende og lærde bør efterleve de islamiske principper i lyset af denne tidsalder.
Herudover fremlægges rationelle beviser for, hvordan naturen ikke kan være skaber og selvtilstrækkelig.
Dernæst beskriver værket også, hvordan det lykkelige liv opnås og forstås ifølge Profeten Muhammed (fred være med ham). Hvordan Sunna bør integreres i vores virke og ikke mindst dens betydning. Hvordan familieliv, ikhlas og muslimsk broderskab etableres og vedligeholdes. Hvordan astronomi-videnskaben flettes med islamiske videnskaber. Hvordan Toranen og Biblen oplyser om Profeten Muhammed og hans ledsagere m.m.
Ikke mindst analyseres psykologien bag menneskets synder, samt hvordan man kan slippe af med dem.

### Strålerne(Sualar)
Bindet 'Strålerne' tager overordnet udgangspunkt i, hvordan man kan ræsonnere sig frem til troen på Allahs enhed og eksistens. Hvad visdommen bag og formålet med menneskets skabelse er.
Værket indeholder også en del breve, som oplyser omkring vigtigheden i forskellige begivenheder og deres ønskelige imødekommen.
Ikke mindst bliver dommedagen beskrevet - herunder hvordan karaktertrækkene er hos Dejjal og Sufyan mv.

### Andre bøger fra værksamlingen
- Mesnev-i Nuriye
- İşaratü'l-İ'caz (tegn på mirakler)
- Asa-yi Musa
- Barla bilagene
- Kastamonu bilagene
- Emirdag bilagene
- İman ve Küfür Muvâzeneleri
- Sikke-i Tasdik-i Gaybi
- Muhakemat
- Tarihce-i Hayat (Bediüzzamans biografi skrevet af hans elever)
 Der er for få eller ingen kildehenvisninger i denne artikel, hvilket er et problem. Du kan hjælpe ved at angive troværdige kilder til de påstande, som fremføres i artiklen.